# Wunderwege
Wunderwege ist ein Band mit Kurzgeschichten von Elisabeth Baumann-Schlachter, der 1938 unter dem Geburtsnamen der Autorin, Elisabeth Schlachter, erstmals im Verlag Walter Loepthien in Meiringen erschien. 

## Inhalt
- Statt Vorwort. Eine ganz wahre, kleine Geschichte (eine Familiengeschichte einer Wanderung mit ihrem Vater Franz Eugen Schlachter.)
- Mein Vater ist reich
- Der Meccanokasten
- Das geheimnisvolle Weihnachtspäcklein
- Mütterchen Regeli
- Pro Juventute
- Hallo Radio!
- Meta´s Erlebnis

Im Prolog „Eine ganz wahre, kleine Geschichte“ erzählt Baumann-Schlachter eine kleine Geschichte ihrer Jugend, als Tochter des bekannten Predigers der Evangelischen Gesellschaft des Kantons Bern, Franz Eugen Schlachter.